# Фар на островите Фланан
Фарът на островите Фланан е фар близо до най-високата точка на Айлийн Мор (на английски: Eilean Mòr), един от островите Фланан във външните Хебриди край западния бряг на континентална Шотландия. Най-известен е с мистериозното изчезване на екипа си през 1900 г.

## История
Дейвид Алън Стивънсън проектира фар висок 23 m (75 ft) за Northern Lighthouse Board (NLB). Джордж Лоусън от Ръдърглен извършва строителството между 1895 и 1899 г. на цена от £1899, включително сградата, местата за достигане на сградата, стълбите и железопътните линии. Всички материали са изтеглени на високи 45 m (148 ft) скали директно от лодки за доставка. Още £3,526 са похарчени за бреговата станция в Брийсклет на остров Луис.
Фарът е осветен за първи път на 7 декември 1899 г.

## Изчезване на екипа през 1900 г
Първо се разбира, че нещо е наред на островите Фланан, на 15 декември 1900 г., когато параходът „Archtor“, пътувайки от Филаделфия до Лейт на английски: Leith, отбелязва в дневника си, че фарът не работи при лоши метеорологични условия. Когато корабът акостира в Лейт на 18 декември 1900 г., екипажът предава доклада на NLB. Лошото време спира отплаването на Hesperus, помощен кораб, от Бресклет, Луис на 20 декември; той достига острова чак по обяд на 26 декември.
Фарът е трябвало да се поддържа от трима мъже: Джеймс Дукат, Томас Маршал и Доналд Макартър, като четвърти човек ги отнемя от време на време.
Хора обикалят всеки сантиметър на Айлийн Мор в търсене на улики. Всичко е непокътнато при източната площадка, докато на западната има значителни доказателства за щети, причинени от бури. Кутия на 33 m (108 ft) над морското равнище е счупена и съдържанието ѝ е разпръснато наоколо; железните парапети са огънати, желязото край пътеката е изтръгнато от бетона си и скала, тежаща повече от тон, е изместена. На върха на скалата на повече от 60 m (200 ft) над водата, тревата е изтръгната до 10 m (33 ft) от ръба на скалата.

### Спекулации и предположения
Така и не са открити тела, но някои мистериозни догадки водят до „омаяни народни спекулации“ във вестниците и периодичните издания от епохата. Следват неправдоподобни истории, като че например морска змия е отнесла мъжете; че са уредили кораб, който да ги отведе и да започнат нов живот, че са отвлечени от чужди шпиони; или че са срещнали лодка със злонамерени призраци. Повече от десет години по-късно събитията все още се разказват и доразвиват. „Баладата на остров Фланан“ от 1912 г. от Уилфрид Уилсън Гибсън погрешно споменава преобърнат стол и неизядена храна, подредена на масата, което би подсказало, че пазителите са били внезапно обезпокоени.

## В популярната култура
Историята се превръща в основа за други измислени истории, например в сериала Доктор Кой“, модерната камерна опера „Фарът“ на композитора Питър Максуел Дейвис (1979),, песента „The Mystery of Flannan Isle Lighthouse“ на британската рок група Дженезис (1968), филма „The Vanishing“ (2018 г.), стихотворението „Остров Фланан“ на Уилфрид Уилсън Гибсън (1878 – 1962) и други.